# 佐月麻理子
佐月 麻理子（さつき まりこ、1988年4月19日 - ）は、日本の競技麻雀団体・日本プロ麻雀協会に所属する女流プロ雀士である。東京都中央区月島出身。
場況に応じた打ち方・仕掛け方を得意とし、主なタイトル歴としては第14・19期の女流雀王、第26期麻雀マスターズ 優勝などがある。

## 経歴

### プロデビュー〜女流雀王戴冠の2015年
小学3年生の頃に初めて麻雀に触れ、大学進学後に麻雀のルールを習得し埼玉県南越谷にある雀荘で技術を磨いた。2012年に日本プロ麻雀協会に第11期前期生として入会し、同じく第11期の雀王戦で公式戦デビューを果たした。入会から4年目となる2015年の第14期女流雀王戦からAリーグに昇格し、リーグ戦首位で初めて女流雀王決定戦に進出した。佐月は同決定戦で第1節からのリードを守りきり、最終的には1人浮きでのスコアを記録し、前女流雀王・豊後葵を退けての優勝を飾った。

### 2016年
2016年2月27日には、競技麻雀プロの4団体（最高位戦日本プロ麻雀協会・麻将連合・日本プロ麻雀協会・RMU）それぞれにおいて期首順位の高い成績を残した女流プロ同士が対局を行う四神降臨2016女流王座決定戦に出場するが、佐月と同じく協会所属の朝倉ゆかりに決勝で敗北する。また、前年度に各麻雀プロ団体で好成績を残した女流プロが参加する、日本プロ麻雀連盟主催の第1回女流麻雀日本シリーズでは現女流雀王として出場するが、プレーオフ5位で決勝には進めなかった。さらに、第3回女流モンドチャレンジマッチ（女流モンド杯への出場権をかけて争われる大会）にも現タイトルホルダーとして参戦しているが、同卓した二階堂亜樹に敗れている。同じく女流雀王として出場した麻雀最強戦2016 女流プロ代表決定戦・激突タイトルホルダー（2016年6月25日実施）では予選B卓を首位で通過するが、決勝卓では茅森早香の逆転を許し3位に終わった。年末に開催された所属団体の第15期女流雀王決定戦ではトータルポイントで最下位となり、朝倉ゆかりに女流雀王の座を譲る結果となった。

### 2017年
続く2017年1月末には最高位戦主催の發王戦においてベスト16卓で退いた。その翌月には四神降臨2017女流王座決定戦に予選から出場するも決勝には残れなかった。しかし、同年4月末の日本プロ麻雀連盟が主催しているプロ・アマ混合のタイトル戦・第26期麻雀マスターズで優勝し、第9期の山崎由江以来女流では2人目の優勝者となり、連盟のG1タイトルを手にした女流プロとしては清水香織に次ぐ快挙となった。一方、同じく連盟主催の第15期プロクイーン決定戦ではベスト8止まりに終わっている。麻雀最強戦2017では5月6日開催の女流プレミアトーナメント 女達の死闘にて出場の機会を得るが、予選B卓3位の成績で敗退した。第11期夕刊フジ杯麻雀女王決定戦の団体戦では魚谷侑未・和久津晶と組んだチーム・ラブリースマイルが準決勝の敗者復活戦を勝ち進むが、決勝戦は4位に終わる。年末から開催された各団体の女流プロによるトーナメント戦・RTD Girl's Fight2にも出場を果たしているが、予選最下位となり次年度大会への出場権を失った。自団体では第16期女流雀王戦Aリーグで3位に食い込み決定戦まで辿りつくも、朝倉ゆかりの連覇を許し期首順位4位で終了した。

### 2018年
2017年末には協会の公式ファンクラブ ClubNPM が主催するファン投票が行われ、佐月はベスト16内に選ばれた。2018年1月末にはその16名による対局企画・ClubNPM選抜総選挙2017が行われているが、決勝には勝ち進めていない。同年2月末に行われた四神降臨2018女流王座決定戦では予選卓4位で迎えたオーラスでトップ条件を作るも、惜しくも予選落ちとなった。また、2018年の麻雀最強戦で出場した女流プロ代表決定戦 女流王者の極（3月10日実施）の対局では予選卓での敗退となった。4月には2017年度のタイトルホルダーによる大会・四神降臨2018王者決定戦が行われ、佐月は第26期麻雀マスターズ優勝者として出場した。予選・準決勝共に上位2位以内で勝ちあがるが、決勝では追いかける村上淳の闇聴に振り込み村上の逆転優勝を許した。同月には第3回女流モンド新人戦の準決勝で4位、最高位戦主催のタイトル戦・第19期女流名人戦では決勝卓で4位に終わっている。
さらに、第26期マスターズ優勝者として出場権を得た連盟の女流プロ麻雀日本シリーズ2018ではプレーオフ7位で敗退し、第5回女流モンドチャレンジマッチでは同卓した日向藍子にトップを獲られ女流モンド杯の出場権を手にすることは叶わなかった。同年には麻雀プロの4団体を隔てた女流リーグ戦「麻雀ウォッチ プリンセスリーグ」に出場し、予選ブロックでは8人中3位でプレーオフ2ndに進出、半荘2回の戦いを2位で締め準決勝に進出した。しかし、同じく半荘2回の準決勝A卓では4位となり決勝進出を逃している。

### 2019年
2019年には協会の女流プロによるNPM選抜総選挙2018の結果が発表され、佐月は490票を獲得し12位となった。その人気投票上位16名で行われた対局では優勝を果たしている。麻雀最強戦2019 女流プレミアトーナメント 脅威のツッパリでは予選A卓首位を獲り、最強戦では自身初めての決勝卓に勝ち進んだ。しかし、決勝では連盟所属の高橋侑希に敗れ4位に終わった。同じ年には麻雀最強戦2019内でサバイバルマッチが開催され、出場した佐月はB卓で上位2位に入ることができず麻雀最強戦2020の出場権を失った。
また、前年度準決勝卓4位に終わったプリンセスリーグは2019年には最高位戦・協会・RMUの3団体の女流プロによって行われた。佐月は予選Bブロック8人中5位の成績となり、プレーオフ進出には至らなかった。連盟主催の第17期プロクイーン決定戦ではベスト16卓での敗退となった。

### 2020年
2020年には協会内で新たにチーム戦・fuzzカップが開催され、佐月はリーダーを務める渋川難波のドラフト一巡目指名を受け、コウを含めた計3名のチームとして同大会に参加するが、チームは予選敗退で終わった。また、この年から「プリンセスリーグ」は「Princess of the year」に名称を変えて実施され、佐月は一次・二次予選を突破するも、上位2名勝ち上がりの準決勝A卓で敗退した。所属団体の第19期女流雀王戦では決定戦に進出し、その最終半荘のオーラスでは四暗刻をツモり同決定戦2連覇中の逢川恵夢に対し役満ツモ条件をクリアする形で、女流雀王の座を再び手にしている。

## 雀風・人物
佐月の麻雀は鳴き仕掛けを多用するスタイルでありながら、場面の状況に応じた打ち筋を持っているとする者や、「押しの強い攻撃的な麻雀を好む」と評する者もいる。多様な引き出しを持つことから雀士としてのキャッチフレーズは「乙姫の玉手箱」となっていたが、2019年の麻雀最強戦やプリンセスリーグでは「鳴きテロリスト」が用いられている。また、佐月は趣味として睡眠を挙げている。

## 獲得タイトル
- 女流雀王 2期（第14[3]・19期[7]）
- 麻雀マスターズ 1期（第26期[3]）
- NPM選抜総選挙2018 優勝[4]